# دومينيكو ماير
دومينيكو ماير (بالفرنسية: Dominique Meyer)‏ (و. 1955  م) هو اقتصادي، وسياسي فرنسي، ولد في ثان.

## مناصب
تولى منصب مدير، دار أوبرا فيينا (2010–2020)
- مدير، مسرح الشانزلزيه [الإنجليزية]‏ (1999–2010)

.

## جوائز
حصل على جوائز منها:
- نيشان جوقة الشرف من رتبة ضابط (13 يوليو 2019)[5]
- وسام جوقة الشرف من رتبة فارس (6 أبريل 2007)[6]
- ميدالية الشرف الذهبية العظمى للخدمات المقدمة لجمهورية النمسا

## روابط خارجية
- دومينيكو ماير على موقع مونزينجر (الألمانية)